# Rune Jürgensen
Rune Jürgensen (* 1984 in Eckernförde) ist ein deutscher Schauspieler. Er gehört dem Ensemble des Ernst-Deutsch-Theaters in Hamburg an.

## Leben
Rune Jürgensen erlernte sein Handwerk von 2006 bis 2009 am Hamburger Schauspiel-Studio Frese. Noch während seiner Ausbildung spielte er die Rolle des Schülers Husemann in einer Bühnenfassung der Feuerzangenbowle nach Heinrich Spoerl am Altonaer Theater. Dort war er 2011 auch in verschiedenen Rollen in Neue Vahr Süd nach dem gleichnamigen Roman von Sven Regener zu sehen. Neben weiteren Verpflichtungen an die bremer shakespeare company, das Theaterlabor Bielefeld und die Berliner Sophiensäle, stand Jürgensen seit 2017 regelmäßig auf der Bühne des Ernst-Deutsch-Theaters. Hier spielte er unter anderem 2022 in Umschlagplatz der Träume von Erik Schäffler und 2024 in Odyssee oder das Kalypsotief von Daniel Schütter.
Unter bekannten Regisseuren wie Harald Weiler oder Wolf-Dietrich Sprenger spielte Jürgensen dort in unterschiedlichen Inszenierungen wie Der gute Mensch von Sezuan von Bertolt Brecht, Pension Schöller von Wilhelm Jacoby und Carl Laufs oder Tyll nach dem Roman von Daniel Kehlmann. Seit 2019 ist er Mitglied der unter anderem von Anton Pleva gegründeten Theatergruppe „Sexy Theater Menschen“. Zur Spielzeit 2025/2026 wurde Jürgensen Mitglied des neu aufgestellten Ensembles des Ernst-Deutsch-Theaters.
Gelegentlich arbeitet Jürgensen auch vor der Kamera. 2010 verkörperte er in dem Dokumentarfilm Deckname Cor – Das dramatische Leben des Max Windmüller den deutschen Widerstandskämpfer Max Windmüller. 2012 spielte er in einer Folge der Serie Der Landarzt.
Rune Jürgensen lebt in Hamburg.

## Filmografie (Auswahl)
- 2006: Das Gewölbe Monas
- 2007: Ein Sommer in Spanien 1938
- 2010: Deckname Cor – Das dramatische Leben des Max Windmüller
- 2012: Der Landarzt – Herzensreise
- 2018: Leere Stadt